# Alabasterkusten

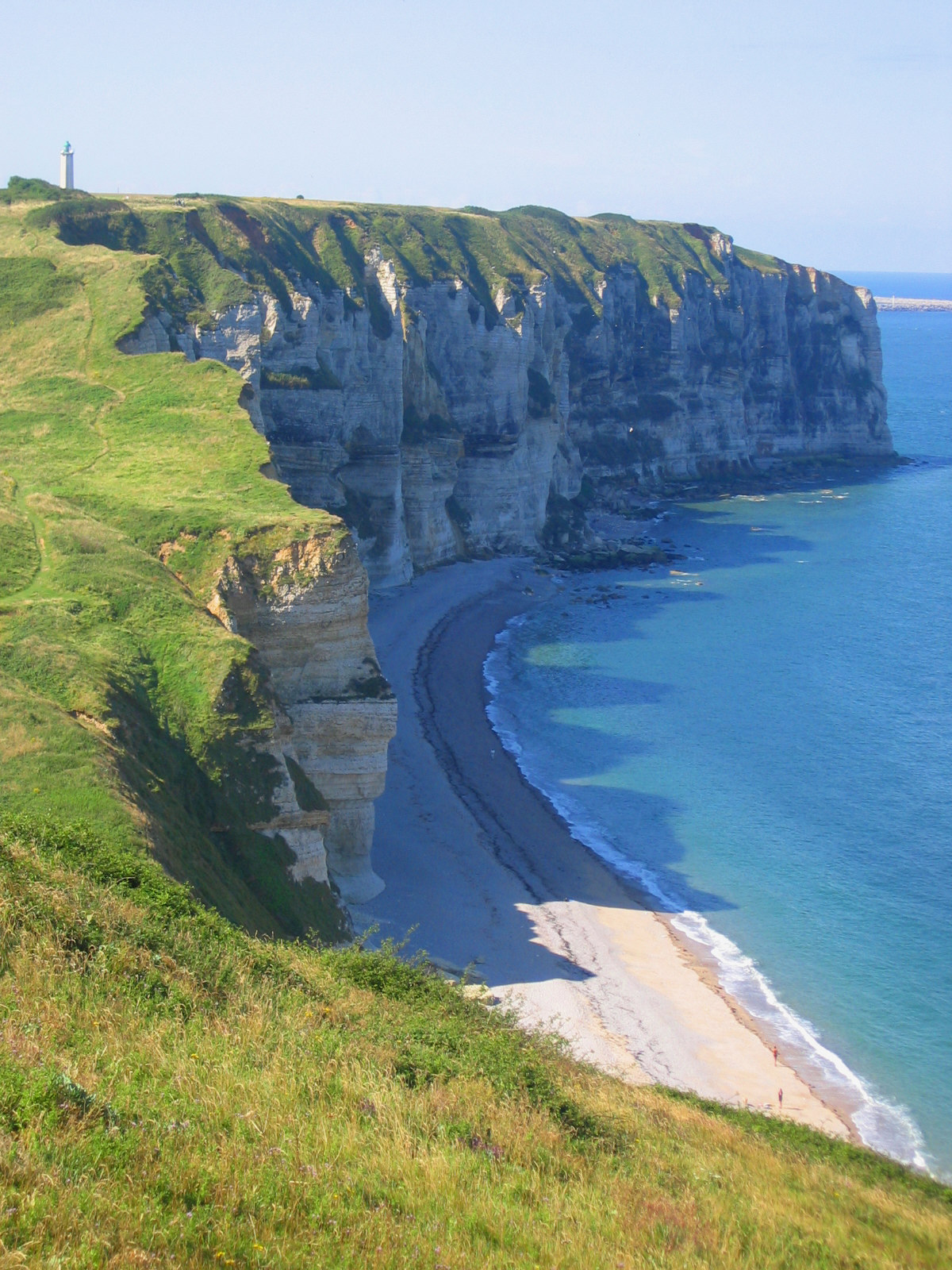
Alabasterkusten vid Étretat.

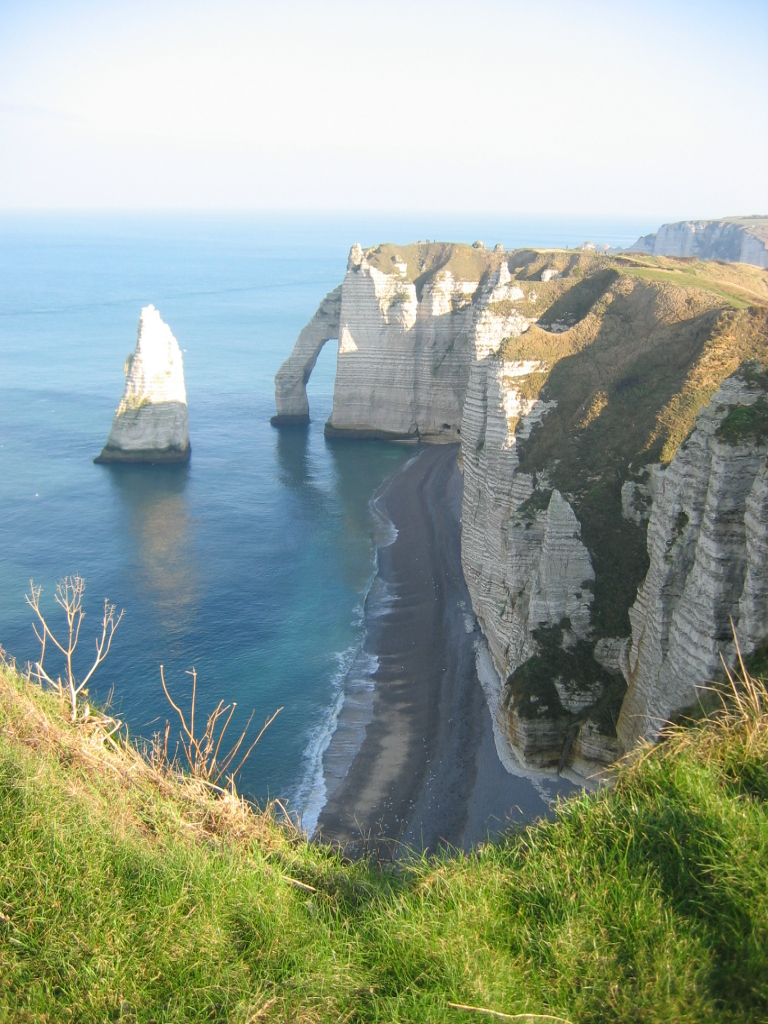
Alabasterkusten vid Étretat.

Alabasterkusten eller Côte d'Albâtre är en kuststräcka längs kalkstensplatån Pays de Caux i nordöstra Normandie i norra Frankrike. Den domineras av vita kalkstensklippor, som givit kusten dess namn. Dessa når en höjd upp till 105 meter. Kusten är cirka 130 km lång och belägen mellan utloppen för floderna Seine och Somme. Den största staden längs kusten är Dieppe. 
Konstnärer som Eugène Boudin, Gustave Courbet och Claude Monet har besökt främst Étretat för att måla av de berömda klipporna.
Klippornas kalksten avsattes under Yngre krita och de har en direkt motsvarighet i Dovers vita klippor på andra sidan Engelska kanalen.